# Kaisei
De Kaisei (Japans: 海星) is een Japanse Brigantijn met twee masten die in 1987 in Gdańsk (Polen) gebouwd is. Het schip is ontworpen door: Zygmunt Choreń.